# Minneapolis Lakers 1955-1956
La stagione 1955-56 dei Minneapolis Lakers fu l'8ª nella NBA per la franchigia.
I Minneapolis Lakers arrivarono secondi nella Western Division con un record di 33-39. Nei play-off, dopo aver vinto il tie-breaker con i St. Louis Hawks, persero la semifinale di division, sempre con la squadra di St. Louis (2-1).

## Roster
| N° | Naz.                   | Ruolo | Sportivo         | Anno | Alt. | Peso |
| -- | ---------------------- | ----- | ---------------- | ---- | ---- | ---- |
|    | Stati Uniti (bandiera) | GA    | Jim Holstein     | 1930 | 191  | 82   |
|    | Stati Uniti (bandiera) | A     | Johnny Horan     | 1932 | 203  | 86   |
| 11 | Stati Uniti (bandiera) | AC    | Lew Hitch        | 1929 | 203  | 91   |
| 15 | Stati Uniti (bandiera) | AC    | Dick Schnittker  | 1928 | 196  | 91   |
| 16 | Stati Uniti (bandiera) | GA    | Dick Garmaker    | 1932 | 191  | 91   |
| 18 | Stati Uniti (bandiera) | G     | Chuck Mencel     | 1929 | 183  | 76   |
| 19 | Stati Uniti (bandiera) | AC    | Vern Mikkelsen   | 1928 | 201  | 104  |
| 20 | Stati Uniti (bandiera) | G     | Whitey Skoog     | 1926 | 180  | 82   |
| 22 | Stati Uniti (bandiera) | G     | Ron Feiereisel   | 1931 | 191  | 84   |
| 22 | Stati Uniti (bandiera) | G     | Slater Martin    | 1925 | 178  | 77   |
| 23 | Stati Uniti (bandiera) | AC    | Ed Kalafat       | 1932 | 198  | 111  |
| 33 | Stati Uniti (bandiera) | A     | Bob Williams     | 1931 | 198  | 107  |
| 34 | Stati Uniti (bandiera) | AC    | Clyde Lovellette | 1929 | 206  | 106  |
| 99 | Stati Uniti (bandiera) | C     | George Mikan     | 1924 | 208  | 111  |

## Staff tecnico
- Allenatore: John Kundla
- Vice-allenatore: Dave McMillan